# Перелік пам'яток культурної спадщини, що не підлягають приватизації (Житомирська область)
В Житомирській області до переліку пам'яток культурної спадщини, що не підлягають приватизації, внесено 11 об'єктів культурної спадщини України.

## Житомирська міська рада
| Найменування пам'ятки                        | Час створення  | Місце розташування                       | Охоронний номер |
| -------------------------------------------- | -------------- | ---------------------------------------- | --------------- |
| Будинок, у якому перебувала Мала Рада УНР    | 1870 рік       | м. Житомир, вул. Велика Бердичівська, 32 | 3064            |
| Будинок, у якому народився С. П. Корольов    | 1907 рік       | м. Житомир, вул. Дмитрівська, 5          | 1370            |
| Будинок, у якому жив В. Г. Короленко         | 1853-1866 роки | м. Житомир, вул. В. Короленка, 3         | 1371            |
| Будинок, у якому навчався М. А. Скорульський | 1905-1910 роки | м. Житомир, вул. Михайлівська, 2         | 8               |

## Андрушівський район
| Будинок, у якому розміщувався штаб Першої кінної армії і працював Волревком | 1919-1920 роки | м. Андрушівка, вул. Садова, 1 | 1897 |

## Бердичівський район
| Будинок, у якому відбувався надзвичайний з'їзд революційних представників Південно-західного фронту 18-24 лютого 1917 року | 1917 рік | м. Бердичів, вул. Європейська, 21 | 44 |

## Брусилівський район
| Будинок, у якому розміщувався командний пункт мінометного дивізіону «Катюша» П. В. Колеснікова | 1943 рік | с. Ставище | 2498 |

## Коростишівський район
| Будинок, у якому народився С. В. Васильченко                                   | 1895-1899 роки         | м. Коростишів, вул. Семінарська, 29 | 2100 |
| Будинок школи, у якому відбувалися наради підпільників на чолі з М. О. Музикою | початок XX сторіччя    | с. Слобідка                         | 630  |
| Приміщення школи, у якій навчалася Л. Л. Мирончук                              | 30-ті роки XX сторіччя | с. Старосільці                      | 631  |

## Попільнянський район
| Приміщення школи, у якій навчався М. І. Шпак | 1918-1926 роки | с. Липки | 2535 |